# Jekaterina Sergejewna Iljuchina
Jekaterina Sergejewna Iljuchina (russisch Екатерина Сергеевна Илюхина; * 19. Juni 1987 in Nowosibirsk) ist eine ehemalige russische Snowboarderin.

## Werdegang
Iljuchina startete im Dezember 2003 in St. Petersburg erstmals im Europacup und belegte dabei den vierten Platz im Parallelslalom. Im März 2004 absolvierte sie in Bardonecchia ihren ersten Weltcup und errang dabei den 32. Platz im Snowboardcross. Im Dezember 2004 holte sie jeweils im Parallelslalom in St. Petersburg ihre ersten Siege im Europacup. Bei den Snowboard-Weltmeisterschaften 2005 in Whistler kam sie auf den 54. Platz im Parallelslalom, auf den 42. Rang im Parallel-Riesenslalom und auf den 38. Platz im Snowboardcross. In der Saison 2005/06 errang sie mit vier Top-Zehn-Platzierungen, darunter ein erster Rang, den siebten Platz in der Parallelwertung des Europacups und in der folgenden Saison mit zwei zweiten und fünf ersten Plätzen den ersten Platz in der Parallelwertung des Europacups. Bei den Snowboard-Weltmeisterschaften 2007 in Arosa gelang ihr der 25. Platz im Parallelslalom. Bei der Winter-Universiade 2007 in Bardonecchia wurde sie Achte im Riesenslalom. Im März 2007 holte sie bei den Juniorenweltmeisterschaften in Bad Gastein die Bronzemedaille im Parallelslalom. Zudem errang sie dort den sechsten Platz im Parallel-Riesenslalom. Bei den Snowboard-Weltmeisterschaften 2009 in Gangwon fuhr sie auf den 36. Platz im Parallel-Riesenslalom und auf den 23. Rang im Parallelslalom. Nach zwei Siegen im Europacup zu Beginn der Saison 2009/10, erreichte sie im Januar 2010 in Nendaz mit dem vierten Platz im Parallel-Riesenslalom ihre erste Top-Zehn-Platzierung im Weltcup. Im weiteren Saisonverlauf kam sie dreimal unter die ersten Zehn im Weltcup und belegte damit den 25. Platz im Gesamtweltcup und den 14. Rang im Parallelweltcup. Beim Saisonhöhepunkt den Olympischen Winterspielen 2010 in Vancouver gewann sie hinter Nicolien Sauerbreij die Silbermedaille im Parallel-Riesenslalom. 
Zu Beginn der Saison 2010/11 erreichte Iljuchina in Limone Piemonte, nach Platz acht im Parallelslalom in Landgraaf, mit Platz drei im Parallelslalom ihre erste Podestplatzierung im Weltcup. Es folgten Ergebnisse außerhalb der Top Zehn und zum Saisonende wie im Vorjahr der 14. Platz im Parallelweltcup. Bei den Snowboard-Weltmeisterschaften 2011 in La Molina gelang ihr der 19. Platz im Parallel-Riesenslalom und der 11. Rang im Parallelslalom. In der Saison 2011/12 belegte sie den 19. Platz und in der Saison 2012/13 den 22. Platz jeweils im Parallelweltcup. Ihr bestes Einzelergebnis dabei war jeweils der achte Platz. Bei den Snowboard-Weltmeisterschaften 2013 in Stoneham fuhr sie auf den 22. Platz im Parallel-Riesenslalom. In der Saison 2013/14 kam sie bei sechs Weltcupstarts, viermal unter die ersten Zehn und erreichte damit den 11. Platz im Parallel-Riesenslalom-Weltcup, den neunten Rang im Parallelweltcup und den achten Platz im Parallelslalom-Weltcup. Beim Saisonhöhepunkt den Olympischen Winterspielen 2014 in Sotschi belegte sie den 29. Platz im Parallelslalom und den 12. Rang im Parallel-Riesenslalom. In der Saison 2014/15 und 2015/16 kam sie jeweils einmal unter die ersten Zehn und errang den 22. und den 19. Platz im Parallelweltcup. Ihren letzten Weltcup absolvierte sie im Januar 2018 in Bansko, welchen sie auf dem 32. Platz im Parallel-Riesenslalom beendete.
Iljuchina nahm an 104 Weltcups teil und belegte dabei 15-mal eine Platzierung unter den ersten zehn.

## Teilnahmen an Weltmeisterschaften und Olympischen Winterspielen

### Olympische Spiele
- 2010 Vancouver: 2. Platz Parallel-Riesenslalom
- 2014 Sotschi: 12. Platz Parallel-Riesenslalom, 29. Platz Parallelslalom

### Weltmeisterschaften
- 2005 Whistler: 38. Platz Snowboardcross, 42. Platz Parallel-Riesenslalom, 54. Platz Parallelslalom
- 2007 Arosa: 25. Platz Parallelslalom
- 2009 Gangwon: 23. Platz Parallelslalom, 36. Platz Parallel-Riesenslalom
- 2011 La Molina: 11. Platz Parallelslalom, 19. Platz Parallel-Riesenslalom
- 2013 Stoneham: 22. Platz Parallel-Riesenslalom

## Weltcup-Gesamtplatzierungen
| Saison  | Gesamt | Gesamt | Parallel | Parallel | Parallel-Riesenslalom | Parallel-Riesenslalom | Parallelslalom | Parallelslalom |
| Saison  | Punkte | Platz  | Punkte   | Platz    | Punkte                | Platz                 | Punkte         | Platz          |
| ------- | ------ | ------ | -------- | -------- | --------------------- | --------------------- | -------------- | -------------- |
| 2004/05 | –      | –      | 45       | 62.      | –                     | –                     | –              | –              |
| 2005/06 | 98     | 143.   | 98       | 54.      | –                     | –                     | –              | –              |
| 2006/07 | 338    | 92.    | 338      | 37.      | –                     | –                     | –              | –              |
| 2007/08 | 720    | 80.    | 720      | 33.      | –                     | –                     | –              | –              |
| 2008/09 | 540    | 92.    | 540      | 32.      | –                     | –                     | –              | –              |
| 2009/10 | 2170   | 25.    | 2170     | 14.      | –                     | –                     | –              | –              |
| 2010/11 | –      | –      | 2076     | 14.      | –                     | –                     | –              | –              |
| 2011/12 | –      | –      | 1400     | 19.      | –                     | –                     | –              | –              |
| 2012/13 | –      | –      | 970      | 22.      | 834                   | 18.                   | 182            | 29.            |
| 2013/14 | –      | –      | 1830     | 9.       | 790                   | 11.                   | 1040           | 8.             |
| 2014/15 | –      | –      | 1100     | 22.      | 495                   | 21.                   | 605            | 22.            |
| 2015/16 | –      | –      | 960      | 19.      | 510                   | 15.                   | 450            | 21.            |
| 2016/17 | –      | –      | 409,4    | 35.      | 330                   | 32.                   | 79,4           | 35.            |
| 2017/18 | –      | –      | 428      | 36.      | 406                   | 30.                   | 22             | 51.            |